# Religion akan
Pour les articles homonymes, voir Akan et Akom.

Symbole Adinkra représentant Nyame le Tout-puissant.

La religion akan, ou religion des Akan, représente l'ensemble des croyances traditionnelles et des pratiques religieuses du peuple Akan, dont le foyer se trouve au Ghana et dans l'est de la Côte d'Ivoire. Cette religion est appelée Akom, d'après le terme okom, qui, en langue twi, signifie « prophétie ». Les Akan se sont massivement christianisés au début du xxe siècle, mais la religion traditionnelle reste pratiquée, souvent dans une forme syncrétique avec le christianisme. Les Akan sont subdivisés en de nombreux sous-groupes, Ashanti, Akuapem, Wassa, Abron, Agni, Baoulé, entre autres, et les pratiques religieuses varient beaucoup selon les régions et les sous-groupes concernés.
À l'instar d'autres religions traditionnelles d'Afrique de l'ouest et centrale, telles le vaudou, la religion Yoruba et l'Odinani (en) (la religion des Igbo), la cosmologie akan comprend un dieu majeur et distant qui n'interagit pas avec les humains et plusieurs dieux mineurs auxquels on peut s'adresser.
Anansi l'araignée est une figure majeure des contes traditionnels ashanti ; c'est un esprit farceur, mais aussi une figure de sagesse, responsable de la création des hommes. Il ressemble à Legba, déité du vaudou ouest-africain.

## Déités

### Dieu créateur
Les adeptes de la religion akan croient en un dieu suprême créateur de l'univers ; il est distant et n'interagit pas avec les humains. Il possède différents noms selon les endroits : Nyame, Nyankopon, Brekyirihunuade (« Tout-puissant »), Odomankoma (« l'inventeur infini »), Ɔbɔadeɛ (« le créateur ») et Anansi Kokuroku (« le grand concepteur » ou « la grande araignée »). Parfois, on considère le dieu créateur comme faisant partie d'une triade divine constituée de Nyame, Nyankopon et Odomankoma.
Le créateur suprême est le père céleste, omniscient et omnipotent. Sa femme est la déesse-mère, la mère de la Terre, Asase Ya, considérée comme la seconde déité après Dieu. Ensemble, ils ont eu deux fils, Bia, l'aîné, et Tano.

### Abosom
Les abosom, divinités mineures ou esprits, assistent les humains sur Terre. Ils sont équivalents aux orishas de la religion Yoruba et du vaudou et aux alusi (en) de l'Odinani (en). L'obosom (forme au singulier) reçoit son pouvoir du dieu créateur et il entre en contact avec le monde sous une forme « naturelle ». Les prêtres sont voués à un abossom particulier et servent de médiateurs entre celui-ci et l'humanité. Beaucoup des adeptes participent à des prières quotidiennes lesquelles prévoient de verser des libations destinées aux ancêtres, enterrés en un endroit particulier et aux esprits qui, eux, sont partout.

### Nsamanfo
Les nsamanfo ou saman sont les ancêtres, que l'on vénère. On en parle parfois comme de fantômes.

## Constituants de l'individu
Les Akans croient en de nombreux esprits tutélaires qui donnent à la naissance d'un enfant une destinée, des caractéristiques, des forces et des faiblesses. Ils considèrent qu'il existe 7 âmes, liées à chaque jour de la semaine, et utilisent une dénomination calendaire pour les enfants qui naissent. Ils croient en la réincarnation, le ntoro (âme) transmis par le père retourne à son abosom et le mogya (sang) transmis par la mère se transforme en saman (fantôme ou esprit ancestral) afin de rejoindre l'asamando (monde des ancêtres) en attente de sa résurrection. Un enfant peut donc incarner un ancêtre à l'identique, si son mogya et son ntoro qui le composent sont identiques. Cependant ses actes en font un individu différent qui altère son kra (essence ou âme) et son sunsum (lien divin),.

### Mogyaetntoro
Le mogya est hérité par la mère. Il correspond donc parfois à l'abusua qui désigne le lignage clanique matrilinéaire. Il représente le constituant essentiel de l'individu et peut être altéré par le bayie (sorcellerie). À sa mort, le mogya de l'individu quitte son corps et devient un saman (fantôme ou ancêtre) qui rejoint l'asamando (monde des ancêtres) sous terre afin d'attendre sa réincarnation au sein de son abusua.

Le ntoro (semence) est hérité par le père par liens patrilinéaires. Il existe entre 7 et 12 ntoro et chacun d'entre eux est placé sous la tutelle d'un obosom (fétiche ou dieu) de l'eau. Ce ntoro et son mythe indiquent de quelle façon le premier couple a appris la procréation. Le ntoro Bosommuru (Bosom-muru) porté par plusieurs Asantehene relève de la rivière Muru en Akyem et est considéré comme le premier qui est octroyé à l'homme. Le récit mythologique de cette première union est commun à tous les autres ntoro :
« Il y a très longtemps, un homme et une femme descendirent du ciel et une autre paire émergea du sol. Du ciel vint également un python (onini) qui élut domicile dans la rivière Bosommuru. Au commencement, ces hommes et ces femmes ne connaissaient ni le désir, ni la procréation. Le python leur demanda un jour s'ils avaient une descendance et devant leur réponse négative, il leur assura qu'il allait rendre les femmes fertiles. Il mit les couples face à face dans l'eau de la rivière Bosommuru, aspergea leurs ventres et leur ordonna alors de rentrer chez eux et de se coucher côte à côte. Ainsi naquirent les premiers enfants du monde lesquels prirent Bosommuru comme leur ntoro. »
Les membres d'un même ntoro doivent effectuer la purification rituelle de leur kra le même jour. Ils possèdent une étiquette codifiée qui leur est propre. À la mort de l'individu, le ntoro accompagne le défunt jusqu'à l'asamando puis retourne à son obosom et veille sur les enfants du défunt en attendant sa réincarnation.
Selon la tradition orale, mogya et ntoro s'opposent en plusieurs points. Tout d'abord, le fait que le premier soit matrillinéaire et le second patrilinéaire. Pourtant, l'apparition du ntoro est ancré temporellement à la protohistoire, antérieur au concept de mogya et d'abusua qui apparaissent au XVIe siècle. Le récit fondateur du ntoro est spécifiquement mythique tandis que celui du mogya est sociologique. Le récit permet également d'identifier que le ntoro met en avant la reproduction sexuelle et place l'homme et la femme en tant qu'individus sans structure sociale tandis que le mogya et l'abusua représentent l'apparition de l'ordre sociale et une forme de reproduction sociale.

### Kraetsunsum
Le kra s'introduit dans l'individu à sa naissance, il peut se traduire par essence, âme ou destin. Le kra est donné par Nyame et lui est restitué au décès de l'individu. Le kradin (nom calendaire) donné à la naissance de l'individu est associé à des suban (traits de caractères) qui l'influeront toute sa vie. Par exemple, les porteurs du nom Kwadwo, nés un lundi, serait en principe humble et calme.
Nettoyer son kra est un rituel important puisqu'il consiste à se laver des infractions et éventuels interdits commis. L'Asantehene est assisté par des akrafo dont la fonction est de purifier son kra lors des cérémonies. Un disque d'or et l'insigne de leur fonction permet de les identifier. Auparavant, certains étaient sacrifiés à sa mort afin de l'accompagner dans l'asamando.
Le sunsum d'un individu correspond à l'ensemble des divinités, esprits ancestraux et fétiches associés à son lignage. Il s'agit également du constituant intangible, d'origine non-humaine, qui est un déterminant majeur de son caractère. À la différence du kra, un individu peut changer de sunsum par son parcours, ses actions, son éducation ou ses rituels. Un sunsum faible est plus sensible aux actes de sorcellerie qu'un sunsum fort par exemple. Certains historiens le comparent à l'âme au sens large, puisque l'âme de l'Empire ashanti, son sunsum, est représenté par le sika dwa Kofi.

## Amériques

### Jamaïque
Selon Edward Long, un témoin de l'époque du xviiie siècle, en Jamaïque, la culture des Akan, importée via l'esclavage, l'emporte sur toutes les autres pratiques d'origine africaines et s'impose aux nouveaux arrivants. Outre les contes liés à Anansi, la religion des Akan a une grande influence. Le panthéon akan et les abosom sont documentés. Les esclaves Akan prient Nyankopong, transcrit de manière erronée par les Britanniques comme Accompong, et versent des libations à Asase Ya (notée Assarci) et à Epo, le dieu de la mer ; Bonsam correspond au « chef des diables ». La religion Kumfu, dont le nom provient d'une créolisation d'Akom, le nom de la religion akan, par les nègres marrons de Jamaïque, apparaît dans des livres en tant que Myal (en). Un prêtre du Kumfu est appelé Kumfu-man.
Une langue particulière, la « langue de possession des nègres marrons de Jamaïque », une forme de créole à base anglaise et akan, est utilisée dans les cérémonies religieuses par certains « nègres marrons »[réf. souhaitée].

#### Myal et Renouveau
Le Kumfu évolue pour devenir le Revival (« Renouveau »), une secte syncrétique chrétienne. Les adeptes du Kumfu sont proches du mouvement du Renouveau de 1800 (en) des Adventistes du septième jour car les deux pratiquent l'observance du samedi en tant que jour religieux de repos. En effet, la religion akan dit que Nyame, le dieu primordial, s'est reposé après avoir créé la Terre. Les Jamaïcains au courant de leurs racines Ashanti, quoique ne souhaitant pas forcément les révéler, pratiquent un rapprochement syncrétique entre la spiritualité du Kumfu et celle des adventistes américains pour créer le « Renouveau jamaïcain » en 1860. Le « Renouveau » se divise en deux factions : 60 order (ou renouveau de Zion, l'ordre des paradis) et 61 order (Pocomania (en) ou Myal (en), l'ordre de la Terre). Les adeptes de 60 order adorent Dieu et les esprits de l'air et des paradis le samedi et prétendent représenter le plus « pur » des courants. Les adeptes de 61 order traitent plus souvent avec les esprits de la Terre. Cette dichotomie est celle qui existe entre Nyame et Asase Ya, Nyame représentant l'air et Asase Ya, la Terre. D'une manière similaire, les couleurs ashanti pour la guerre ou les funérailles, rouge et noir, ont la signification de « vengeance » dans le mouvement « Renouveau ». D'autres éléments ashanti sont aussi utilisés, tels l'usage de d'épées et d'anneaux pour se protéger des attaques spirituelles,.

### Suriname
Le Winti est une religion Afro-Surinamienne largement dérivée de l'Akom et du vaudou, avec un panthéon divin comprenant les dieux Loco, Ayizu et d'autres.

### Haïti
Le vaudou haïtien est une religion syncrétique qui combine le vaudou avec plusieurs autres religions africaines ainsi que le catholicisme. L'influence des croyances akan est attestée par la présence d'Anansi parmi les esprits, appelés Lwas. Il est souvent décrit comme faisant le lien entre les vivants et leurs ancêtres décédés.

### États-Unis
Il existe, aux États-Unis, depuis les années 1960, un mouvement noir américain se réclamant de la culture akan, avec des réunions appelées akom, et la vénération d'entités issues du panthéon de la religion akan,.

### Citations originales
1. ↑  (en) « In the Akan tradition, abosom (deities/divinities/ lesser gods; singular: obosom) are the children and messengers of Nyame (Creator). Similar in function to Yoruba orisha and Vodun loa, the abosom are spiritual forces evincing and operating throughout the Akan universe, assisting Nyame in the task of managing Creation, namely humanity. They are found throughout Ghana and are a major part of Akan cosmology. Abosom may be male or female or have the ability to embody both. Although the abosom often embody various manifestations of nature (i.e., wind, bodies of water, trees, mountains, hills, animals, etc.), these objects are used only as temporary dwelling places and should not be confused with the abosom themselves. The abosom are essentially spirit. »